# Вечерний Кут (Кривой Рог)

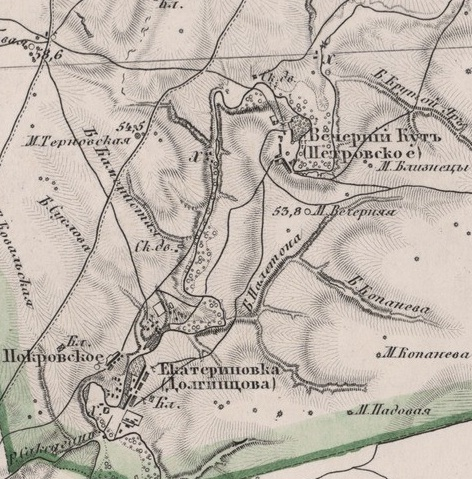
Вечерний Кут (Петровское) на карте XIX века.

Вечерний Кут (Вечерной Кут (Петровское)) — исторический район, жилой массив в Покровском районе города Кривой Рог. 

## История
Возник в середине XVIII века как село Вечерний Кут (Петровское) на левом берегу реки Саксагань, рядом с Кизикерменским шляхом.
Саксагань на этом месте совершает крутой поворот с запада на север, а затем снова на запад. На месте нескольких бродов останавливались на ночлег путешественники в надежде утром перебраться через реку. Отсюда и название.
По названию села названа открытая, в 1893 году, железнодорожная станция Вечерний Кут Екатерининских железных дорог, на линии Пятихатка — Долгинцево (Бухарино).
Вблизи Вечернего Кута расположен железный рудник позже названный «Октябрьской Революции». 
В 1903 году насчитывалось 87 дворов, где проживало 568 человек. В 1903 году построена Вечернекутская церковь.
В сентябре 1917 года образована Вечернекутская районная организация РСДРП(б).
В 1928 году, на железном руднике «Октябрьской Революции», в Криворожском округе УССР, число рабочих было 1 445 человек, добыча руды в 1924 — 1925 годы годы составляла 263 553 тонн, а добываемая руда была высокого качества, в ней было 67,01 % железа.
Часть современной территории жилмассива Бажаново.

## Характеристика
На территории расположен стадион «Горняк».